# Riham Shiha
Riham Shiha (ur. 1991) – syryjska lekkoatletka, specjalizująca się w skoku o tyczce, medalistka mistrzostw kraju oraz mistrzostw krajów arabskich.

## Rekordy życiowe
- skok o tyczce – 3,15 (2011) rekord Syrii[1]